# Colonia Veintiuno de Marzo
Colonia Veintiuno de Marzo är en ort i Mexiko.   Den ligger i kommunen Santa María de los Ángeles och delstaten Jalisco, i den centrala delen av landet, 500 km nordväst om huvudstaden Mexico City. Colonia Veintiuno de Marzo ligger 1 995 meter över havet och antalet invånare är 231.
Terrängen runt Colonia Veintiuno de Marzo är huvudsakligen kuperad, men åt nordost är den platt. Runt Colonia Veintiuno de Marzo är det glesbefolkat, med 12 invånare per kvadratkilometer. Närmaste större samhälle är Huejucar, 18,8 km nordväst om Colonia Veintiuno de Marzo. I omgivningarna runt Colonia Veintiuno de Marzo växer huvudsakligen savannskog.